# Distretti congressuali del Dakota del Sud

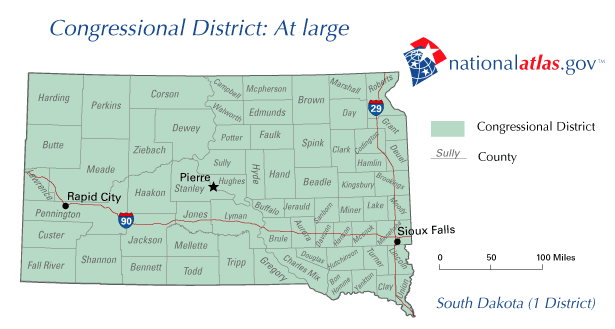
Distretto congressuale at-large del Dakota del Sud

Lo stato del Dakota del Sud è attualmente rappresentato alla Camera dei rappresentanti degli Stati Uniti da un unico distretto che copre l'intero stato; si tratta di un distretto at-large.
Il distretto è l'ottavo più ampio degli Stati Uniti, ed è attualmente rappresentato al 119º Congresso degli Stati Uniti d'America da Dusty Johnson, del Partito Repubblicano.

## Storia
Il distretto fu creato per la prima volta quando il Dakota del Sud entrò nell'Unione, il 2 novembre 1889, eleggendo due deputati tramite un unico collegio ricoprente l'intero stato, at-large. Con il censimento del 1910 lo stato ottenne un terzo rappresentante, e il Parlamento dello stato definì tre distretti separati; il terzo distretto fu eliminato a seguito del censimento del 1930.
Dopo il censimento del 1980 il secondo distretto venne eliminato, e lo stato tornò ad essere rappresentato da un unico deputato eletto con un collegio at-large. Sin dal 1983 il Dakota del Sud ha mantenuto un unico distretto congressuale.

## Distretti e rispettivi rappresentanti
| Distretto | Rappresentante | Partito      | CPVI | In carica dal   | Mappa del distretto |
| --------- | -------------- | ------------ | ---- | --------------- | ------------------- |
| At-large  | Dusty Johnson  | Repubblicano | R+15 | 6 novembre 2018 |                     |

## Cronologia delle configurazioni
La tabella riporta i distretti congressuali dello stato del Dakota del Sud, presentati in maniera cronologica.
| Anno      | Distretti | Note                                                                   |
| --------- | --------- | ---------------------------------------------------------------------- |
| 1889-1913 | 1         | Corrispondente all'intero stato, per eleggere due rappresentanti       |
| 1913-1933 | 3         | Corrispondenti a porzioni dello stato, per eleggere tre rappresentanti |
| 1933-1983 | 2         | Corrispondenti a porzioni dello stato, per eleggere due rappresentanti |
| Dal 1983  | 1         | Corrispondente all'intero stato per eleggere un rappresentante         |

## Distretti obsoleti
- 1º Distretto congressuale del Dakota del Sud
- 2º Distretto congressuale del Dakota del Sud
- 3º Distretto congressuale del Dakota del Sud